# 2010년대 홍콩
2010년대의 홍콩은 2010년부터 2019년까지 중화인민공화국 통치 하의 홍콩을 지칭하며, 이 시기는 정치적 불안정과 2019년 말에 발생한 보건 위기로 얼룩졌다.

## 정치

### 우산 혁명
우산 혁명은 2014년 9월, 중국 전국인민대표대회 상무위원회 (NPCSC)의 제안된 선거 개혁에 대한 831 결정에 항의하여 자발적으로 발생했다. 이 엄격한 개혁안은 학생들의 동원을 촉발했고, 경찰의 강압적인 진압과 정부 전술로 인해 수십만 명의 홍콩인들이 참여하는 정치 운동으로 확대되었다.

### 2016년 독립 시위
중화인민공화국이 홍콩에 일상적인 영향력을 행사하려 노력하면서 사회적 긴장이 크게 고조되었다. 홍콩은 현재 중화인민공화국 이민자와 방문객 비자 발급에 대한 통제권을 중국 당국에 위임하고 있다. 2016년 설날 첫날, 경찰을 겨냥한 폭동이 발생했다. 2016년 홍콩에서 실시된 가장 최근 설문조사에 따르면 응답자의 17.8%가 자신을 "중국 시민"으로 간주했으며, 41.9%라는 엄청난 비율이 자신을 순전히 "홍콩 시민"으로 간주했다. 홍콩 민족주의와 홍콩에 대한 중국의 개입은 그 이후 꾸준히 증가하고 있다. 홍콩의 단체들은 싱가포르와 유사하게 홍콩의 독립을 계속해서 주장하고 있다.

### 2019년~2020년 홍콩 시위

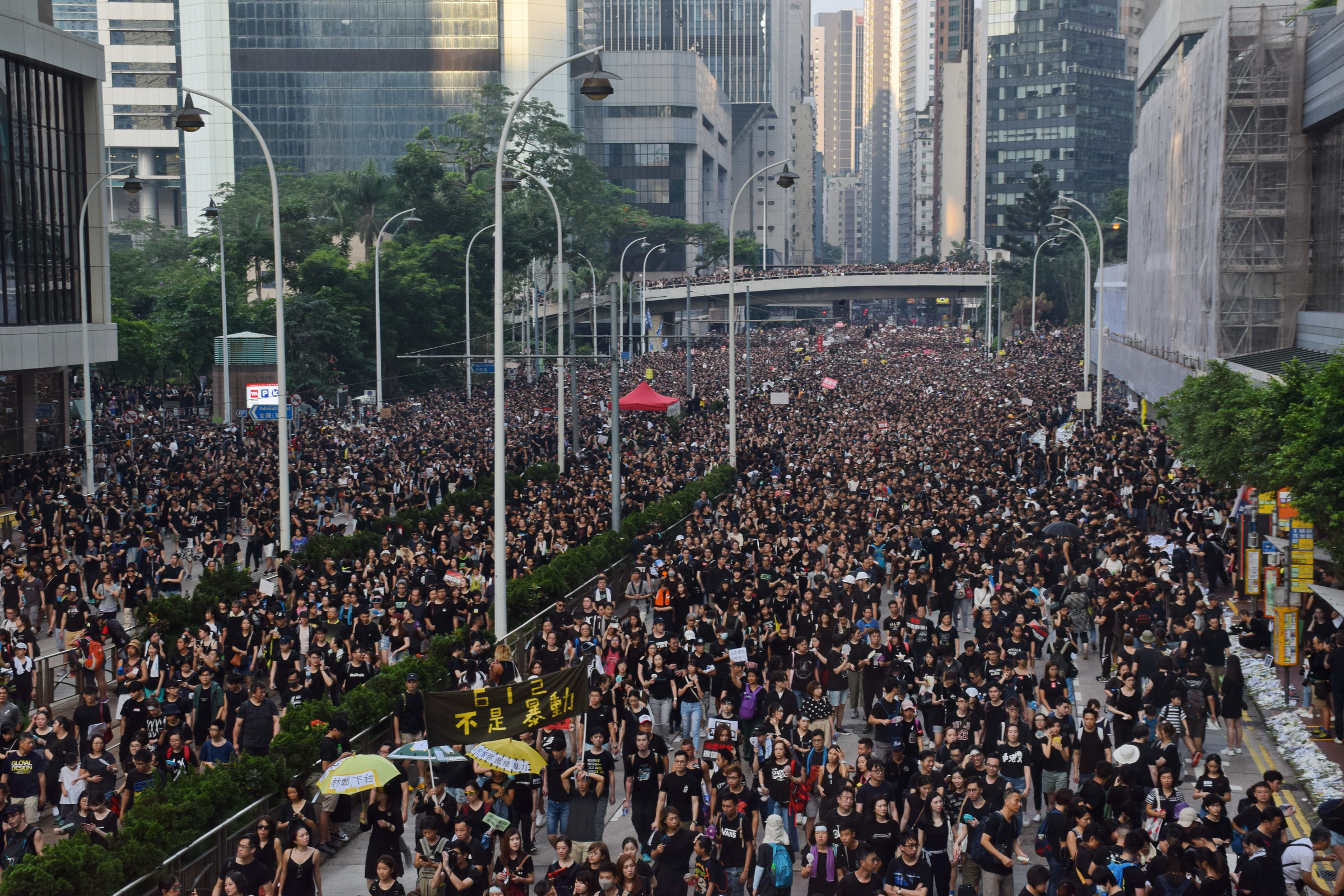
2019년 6월 16일 홍콩섬에서 열린 시위 행진

2019년, 홍콩 정부가 개인의 중국 본토로의 범죄인 인도를 허용하는 법안을 도입하자 대규모 시위가 발생했다. 경찰의 폭력 사태가 격화되고 홍콩의 민주화를 위한 오랜 노력의 연장선에서 시위 운동의 목표는 다섯 가지 핵심 요구 사항의 실현이 되었다. 이 시위는 홍콩 역사상 가장 큰 규모였으며, 홍콩 전역에 영향을 미쳤다. 정부와 시위 운동에 대한 국민투표로 널리 간주된 2019년 홍콩 구의회 선거는 민주 진영의 압승으로 이어졌다. 대규모 시위는 2020년 1월 코로나19 범유행의 발생으로 중단되었다. 이후 대부분의 야당 의원들은 자격을 상실하거나 항의하며 사퇴했으며, 많은 이들이 투옥되었다. 2020년 중반, 중국은 홍콩에 광범위한 홍콩 국가보안법을 시행하여 대부분의 반대 의견을 효과적으로 진압하고 홍콩에서 대규모 이민 물결을 촉발시켰다.

## 미디어

### 아시아 텔레비전의 쇠퇴와 스트리밍 플랫폼 재개
홍콩에서 가장 오래된 텔레비전 네트워크 중 하나인 아시아 텔레비전은 중국 부동산 사업가 왕정(Wang Zheng)에게 여러 지분이 이전된 이후 쇠퇴를 겪었다. 인수 이후, 아시아 텔레비전은 현재 채널을 아시아의 CNN으로 알려진 뉴스 채널 네트워크로 전환하여 텔레비전 드라마 시리즈를 토크 쇼와 뉴스 프로그램으로 대체하려 시도했지만, 이는 아시아 텔레비전 시청률의 추가적인 감소에 기여했다. 또한, 아시아 텔레비전의 부정확하고 편향된 뉴스 보도는 지역사회와 중앙 정부 모두의 반발을 불러일으켰는데, 특히 2011년 7월 6일 중국공산당 중앙위원회 총서기였던 장쩌민의 사망에 대한 허위 보도와 반-도덕 및 국민 교육 학생 단체에 대한 편향된 보도가 그러했다. 아시아 텔레비전은 재정 문제도 겪었는데, 특히 직원들에게 임금을 지불할 수 없었고, 오랜 운송 계약업체인 홉청 여행사(Hop Chung Tourist Car Company)에 미지급 요금이 발생하여 이 두 사건 모두 방송사에 대한 여러 소송으로 이어졌다.
아시아 텔레비전의 쇠퇴와 불안정한 상황으로 인해 행정회의는 아시아 텔레비전의 지상파 방송 면허를 갱신하지 않기로 결정했고, 동시에 2015년 4월 1일 다른 방송사인 HK 텔레비전 엔터테인먼트 (ViuTV로 알려짐)에게 지상파 방송 면허를 승인했다. 면허 취소는 ATV와 그 자산의 청산 절차로 이어졌고, 2016년 2월 26일 딜로이트의 도움을 받아 모든 직원을 해고하고 ATV의 운영을 중단했다. ATV 지상파 방송의 마지막 날은 2016년 4월 1일이었고, 그 다음 날 그들의 이전 방송 스펙트럼은 홍콩라디오텔레비전 TV 31, CGTN 다큐멘터리 및 ViuTV에 의해 인수되었다.
2017년 12월, 아시아 텔레비전은 OTT 서비스로 부활하여 지상파 방송에 의존하는 대신 인터넷을 통해 콘텐츠를 스트리밍했다. 온라인 서비스에서 제공되는 프로그램으로는 홍콩 버전 누가 백만장자가 되고 싶은가?와 미스 아시아 선발대회의 부활판, 그리고 ATV 오리지널 드라마 및 다큐멘터리가 포함되었다.